# 1975-ös fedett pályás atlétikai Európa-bajnokság
Az 1975-ös fedett pályás atlétikai Európa-bajnokságot Katowicében, Lengyelországban rendezték március 8. és március 9. között. Ez volt a 6. fedett pályás Eb. A férfiaknál 12, a nőknél 9 versenyszám volt. Kelemen Endre magasugrásban ezüstérmes lett.

## A magyar sportolók eredményei
Magyarország az Európa-bajnokságon 5 sportolóval képviseltette magát.
Érmesek
| Érem  | Versenyző     | Versenyszám | Dátum      |
| ----- | ------------- | ----------- | ---------- |
| Ezüst | Kelemen Endre | Magasugrás  | március 8. |

## Éremtáblázat
(A táblázatban Magyarország és a rendező nemzet eltérő háttérszínnel kiemelve.)
| Helyezés | Nemzet         | Arany | Ezüst | Bronz | Összesen |
| 1.       | NDK            | 4     | 3     | 0     | 7        |
| 2.       | Szovjetunió    | 3     | 6     | 8     | 17       |
| 3.       | NSZK           | 3     | 2     | 1     | 6        |
| 4.       | Nagy-Britannia | 3     | 1     | 0     | 4        |
| 5.       | Lengyelország  | 2     | 3     | 5     | 10       |
| 6.       | Románia        | 2     | 0     | 1     | 3        |
| 7.       | Csehszlovákia  | 1     | 1     | 0     | 2        |
| 7.       | Finnország     | 1     | 1     | 0     | 2        |
| 7.       | Franciaország  | 1     | 1     | 0     | 2        |
| 10.      | Bulgária       | 1     | 0     | 3     | 4        |
| 11.      | Belgium        | 0     | 1     | 0     | 1        |
| 11.      | Jugoszlávia    | 0     | 1     | 0     | 1        |
| 11.      | Magyarország   | 0     | 1     | 0     | 1        |
| 14.      | Hollandia      | 0     | 0     | 1     | 1        |
| 14.      | Svájc          | 0     | 0     | 1     | 1        |
| 14.      | Svédország     | 0     | 0     | 1     | 1        |

## Érmesek
- WR – világrekord
- CR – Európa-bajnoki rekord
- AR – kontinens rekord
- NR – országos rekord
- PB – egyéni rekord
- WL – az adott évben aktuálisan a világ legjobb eredménye
- SB – az adott évben aktuálisan az egyéni legjobb eredmény

### Férfi
| Versenyszám     | Arany                                                                  | Arany   | Ezüst                                                                                        | Ezüst   | Bronz                                                                         | Bronz   |
| --------------- | ---------------------------------------------------------------------- | ------- | -------------------------------------------------------------------------------------------- | ------- | ----------------------------------------------------------------------------- | ------- |
| 60 m            | Valerij Borzov · Szovjetunió                                           | 6,59    | Alekszandr Akszinyin · Szovjetunió                                                           | 6,67    | Zenon Licznerski · Lengyelország                                              | 6,74    |
| 400 m           | Hermann Köhler · NSZK                                                  | 48,76   | Josip Alebić · Jugoszlávia                                                                   | 49,04   | Szemjon Kocser · Szovjetunió                                                  | 49,33   |
| 800 m           | Gerhard Stolle · NDK                                                   | 1:49,8a | Ivo Van Damme · Belgium                                                                      | 1:50,1a | Vlagyimir Ponomarjov · Szovjetunió                                            | 1:50,2a |
| 1500 m          | Thomas Wessinghage · NSZK                                              | 3:44,6a | Pjotr Anyiszim · Szovjetunió                                                                 | 3:45,5a | Gheorghe Ghipu · Románia                                                      | 3:45,4a |
| 3000 m          | Ian Stewart · Nagy-Britannia                                           | 7:58,6a | Pekka Päivärinta · Finnország                                                                | 7:58,6a | Borisz Kuznyecov · Szovjetunió                                                | 8:01,2a |
| 60 m gát        | Leszek Wodzyński · Lengyelország                                       | 7,69    | Frank Siebeck · NDK                                                                          | 7,69    | Eduard Pereverzev · Szovjetunió                                               | 7,74    |
| 4 × 320 m váltó | Klaus Ehl · Franz-Peter Hofmeister · Karl Honz · Hermann Köhler · NSZK | 2:29,9a | Wiesław Pucholski · Roman Siedlecki · Jerzy Włodarczyk · Wojciech Romanowski · Lengyelország | 2:31,4a | Kraszimir Gutev · Narcisz Popov · Jordan Jordanov · Janko Bratanov · Bulgária | 2:32,1a |
| Magasugrás      | Vladimír Malý · Csehszlovákia                                          | 2,21    | Kelemen Endre · Magyarország                                                                 | 2,19    | Rune Almén · Svédország                                                       | 2,19    |
| Rúdugrás        | Antti Kalliomäki · Finnország                                          | 5,35    | Wojciech Buciarski · Lengyelország                                                           | 5,30    | Władysław Kozakiewicz · Lengyelország                                         | 5,30    |
| Távolugrás      | Jacques Rousseau · Franciaország                                       | 7,94    | Hans-Jürgen Berger · NSZK                                                                    | 7,87    | Zbigniew Beta · Lengyelország                                                 | 7,82    |
| Hármasugrás     | Viktor Szanyejev · Szovjetunió                                         | 17,01   | Michał Joachimowski · Lengyelország                                                          | 16,90   | Gennagyij Besszonov · Szovjetunió                                             | 16,78   |
| Súlylökés       | Valcso Sztoev · Bulgária                                               | 20,19   | Geoff Capes · Nagy-Britannia                                                                 | 19,98   | Valerij Vojkin · Szovjetunió                                                  | 19,44   |

### Női
| Versenyszám     | Arany                                                                                   | Arany    | Ezüst                                                                  | Ezüst   | Bronz                                                                                     | Bronz   |
| --------------- | --------------------------------------------------------------------------------------- | -------- | ---------------------------------------------------------------------- | ------- | ----------------------------------------------------------------------------------------- | ------- |
| 60 m            | Andrea Lynch · Nagy-Britannia                                                           | 7,17     | Monika Meyer · NDK                                                     | 7,24    | Irena Szewińska · Lengyelország                                                           | 7,26    |
| 400 m           | Verona Elder · Nagy-Britannia                                                           | 52,68    | Nagyezsda Iljina · Szovjetunió                                         | 53,21   | Inta Kļimoviča · Szovjetunió                                                              | 53,91   |
| 800 m           | Anita Barkusky · NDK                                                                    | 2:05,6a  | Sarmīte Štūla · Szovjetunió                                            | 2:06,2a | Roszica Pehlivanova · Bulgária                                                            | 2:06,3a |
| 1500 m          | Natalia Andrei · Románia                                                                | 4:14,7a  | Tatyjana Kazankina · Szovjetunió                                       | 4:14,8a | Ellen Wellmann · NSZK                                                                     | 4:16,2a |
| 60 m gát        | Grażyna Rabsztyn · Lengyelország                                                        | 8,04     | Annelie Ehrhardt · NDK                                                 | 8,12    | Tatyjana Anyiszimova · Szovjetunió                                                        | 8,21    |
| 4 × 320 m váltó | Inta Kļimoviča · Ingrida Barkane · Ljudmila Akszjonova · Nagyezsda Iljina · Szovjetunió | 2:46,1a  | Elke Barth · Brigitte Koczelnik · Silvia Hoffmann · Rita Wilden · NSZK | 2:47,3a | Zofia Zwolińska · Genowefa Nowaczyk · Krystyna Kacperczyk · Danuta Piecyk · Lengyelország | 2:49,6a |
| Magasugrás      | Rosemarie Ackermann · NDK                                                               | 1,92 =CR | Marie-Christine Debourse · Franciaország                               | 1,83    | Annemieke Bouma · Hollandia                                                               | 1,80    |
| Távolugrás      | Dorina Catineanu · Románia                                                              | 6,31     | Ligyija Alfejeva · Szovjetunió                                         | 6,29    | Meta Antenen · Svájc                                                                      | 6,28    |
| Súlylökés       | Marianne Adam · NDK                                                                     | 20,05    | Helena Fibingerová · Csehszlovákia                                     | 20,06   | Ivanka Hrisztova · Bulgária                                                               | 18,35   |